# Rhodri ap Hyfaidd
Rhodri ap Hyfaidd est le roi de Dyfed de 904 à 905.
Llywarch ap Hyfaidd est le dernier roi qui règne effectivement sur le royaume de Dyfed. Llywarch ap Hyfaidd est déposé par Cadell ap Rhodri roi de Seisyllwg. en 904 et noyé rituellement. Son frère cadet Rhodri est brièvement proclame roi puis tué à son tour. Toutefois la fille de Llywarch épouse peu après Hywel Dda qui par cette union hérite du royaume qui est incorporé dans le royaume de  Deheubarth.